# Пуль, Эмиль
Эмиль Йоганн Рудольф Пуль (нем. Emil Puhl; 28 августа 1889, Берлин — 30 марта 1962, Гамбург) — государственный деятель Третьего рейха, директор и вице-президент Имперского банка, статс-секретарь Имперского правительства (11 февраля 1939 — 8 мая 1945).

## Биография

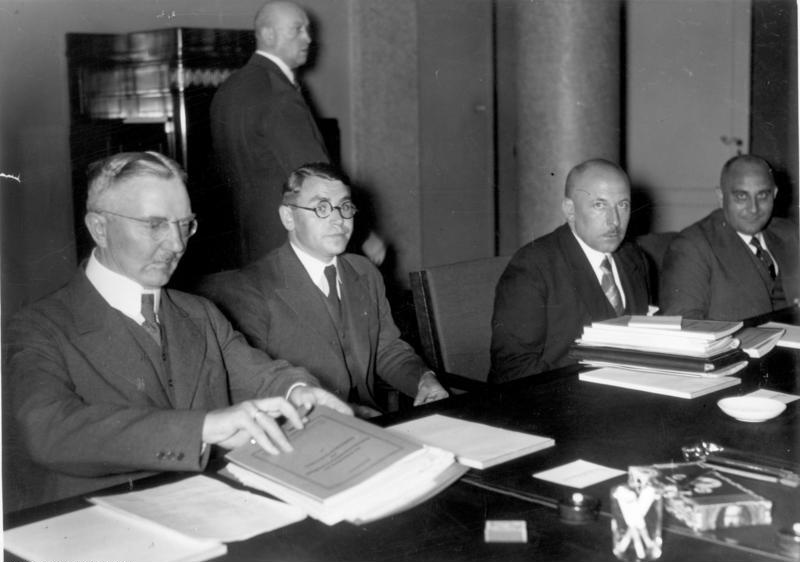
Эмиль Пуль (третий слева) на заседании Комиссии по трансфертам, 1934 год. Первый слева — президент Рейхсбанка Ялмар Шахт

Обучался профессии в одном частном банкирском доме в Гамбурге, в 1913 году поступил на службу в систему Имперского банка (Рейхсбанка). 1 мая 1934 года вступил в НСДАП. В 1935 году стал членом директората Рейхсбанка. Одновременно в 1935—1945 годах — член-наблюдатель Германского Золотого дисконтного банка, с 1944 года — заместитель его председателя. С 11 февраля 1939 года и до конца войны был директором и вице-президентом Имперского банка, а также статс-секретарём Имперского правительства. Поскольку ставший 20 января 1939 года президентом Рейхсбанка бывший журналист и пресс-секретарь Имперского правительства Вальтер Функ был недостаточно подготовлен к этой должности, в руках Эмиля Пуля сосредоточилось всё текущее управление Рейхсбанком.
С августа 1942 года непосредственно курировал поступления на секретные счета СС (т. н. «счёт Макса Хайлигера») золота и драгоценностей, изъятых у узников концентрационных лагерей. Впоследствии заявлял, что протестовал против приёма в Рейхсбанк конфискованных вещей, но получил категорический приказ Функа.
1 мая 1945 года арестован американскими войсками. В качестве подсудимого был привлечён к суду Американского военного трибунала по делу «Вильгельмштрассе». 11 апреля 1949 года был приговорён к 5 годам тюремного заключения. Освобождён из тюрьмы для военных преступников в Ландсберге 21 декабря 1949 года.
Впоследствии работал консультантом в Международном банке уравнивания платежей («Bank für Internationalen Zahlungsausgleich»), был руководителем международного отдела, членом правления и председателем Наблюдательного совета Гамбургского кредитного банка («Hamburger Kreditbank»), работал в одном из институтов Дрезденского банка («Dresdner Bank»), а также до своей отставки в 1957 году был членом Центральной комиссии Дрезденского банка.